# أوليكسي أوسيبوف
أوليكسي أوسيبوف (بالأوكرانية: Олексій Рудольфович Осіпов)‏ (بالروسية: Осипов, Алексей Рудольфович)‏ هو لاعب كرة قدم روسي وأوكراني في مركز الوسط، ولد في 2 نوفمبر 1975 في سيمفروبول في روسيا. لعب مع أرسنال كييف وكريليا سوفيتوف سامارا ونادي أحمد غروزني ونادي تافريا سيمفروبول.

## وصلات خارجية
- أوليكسي أوسيبوف على موقع اتحاد أوكرانيا (الإنجليزية)
- أوليكسي أوسيبوف على موقع قاعدة بيانات كرة القدم.إي يو (الإنجليزية)